# Iván Duque Escobar
Iván Duque Escobar, né le 20 mai 1937 à Gómez Plata (Antioquia) et mort le 3 juillet 2016 à Medellín, est un avocat, journaliste et homme politique colombien.

## Biographie
Membre du Parti libéral colombien, il est gouverneur d'Antioquia en 1981-1982, puis ministre des Mines et du développement (1985-1986). Son fils Iván Duque Márquez est le 59e président de la république de Colombie.